# Hula hoop

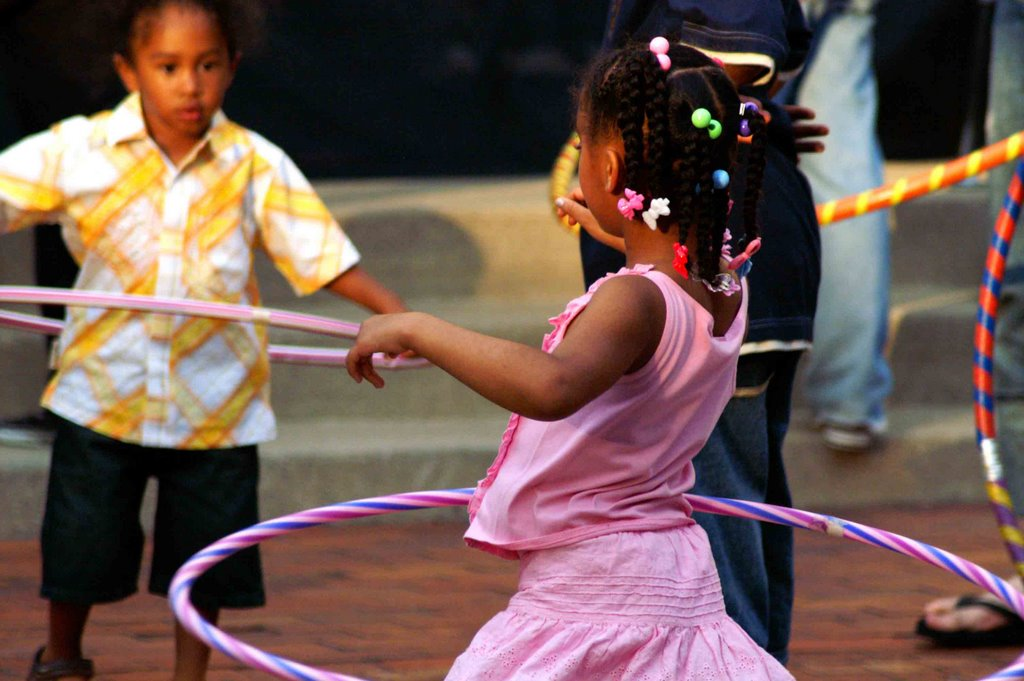
Bambini che giocano con degli hula hoop

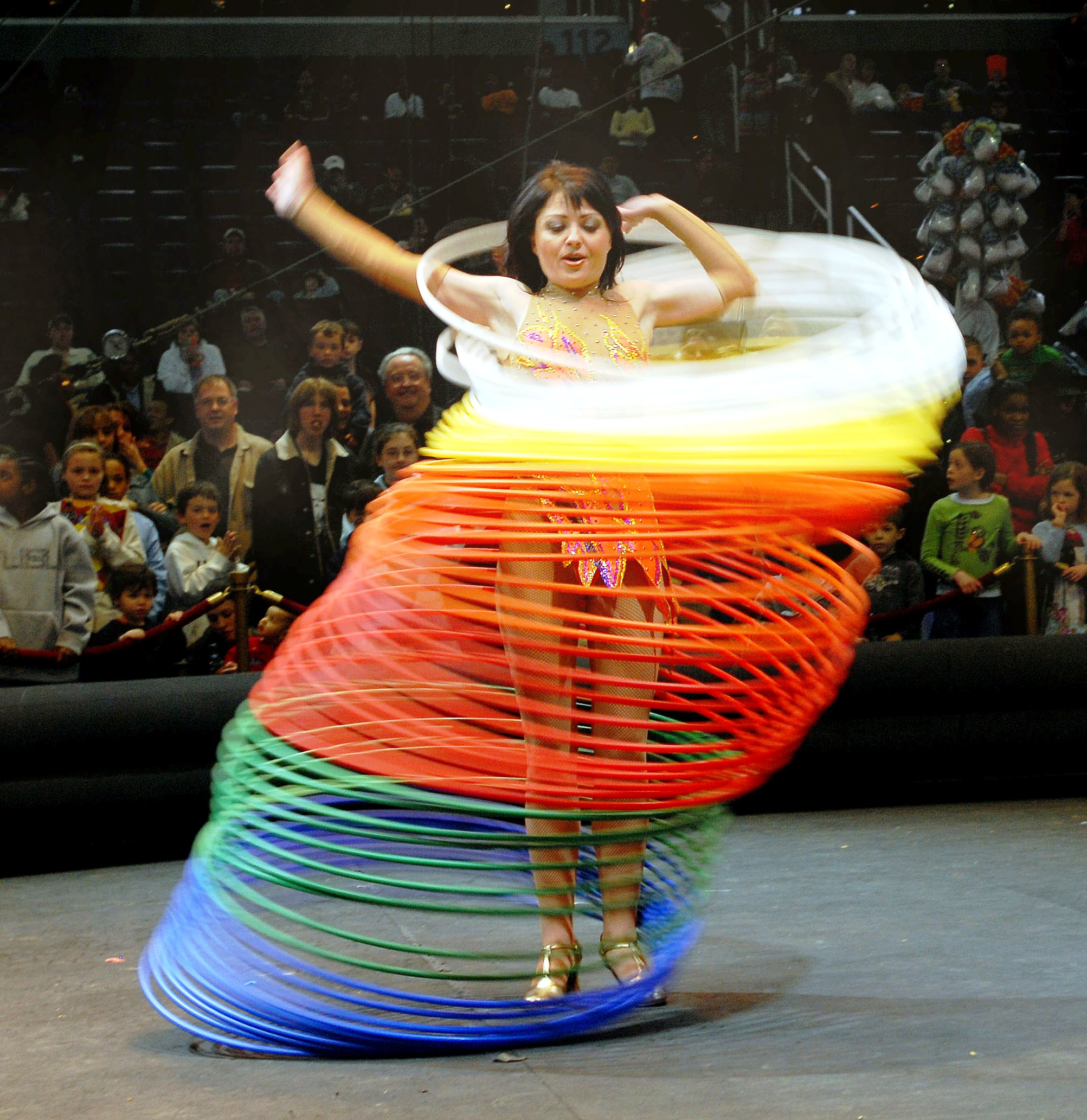
Un'artista esegue un numero con sessanta hula hoop rotanti

L'hula hoop è un giocattolo e un attrezzo di giocoleria di materiale vario, solitamente plastica, di forma circolare. Lo svolgimento del gioco con l'attrezzo consiste nel calzarlo e farlo ruotare costantemente attorno al bacino.
Gli esercizi sono molteplici per tipologia e difficoltà: l'attrezzo può essere fatto ruotare, oltre che al bacino, anche sugli arti inferiori o superiori a diverse altezze come attorno al collo. L'aggiunta di diversi hula hoop, inoltre, aumenta tecnicamente il livello di difficoltà dell'esecuzione dei movimenti, permettendo all'esecutore di compiere vere e proprie esibizioni. Perciò, l'hula hoop viene spesso usato da attrezzo negli spettacoli circensi.

## Primato di durata
Uno dei primi record di durata per l'hula hoop è stato stabilito nell'agosto del 1960 dagli undicenni Paulette Robinson, Charles Beard e Patsy Jo Grigby a Jackson, Mississippi, con 11 ore e 34 minuti. L'evento è stato sponsorizzato e trasmesso dalla stazione radio WOKJ.
Mary Jane Freeze, di 8 anni, ha vinto una gara di durata il 19 agosto 1976 con 10 ore e 47 minuti.
L'attuale record di durata è detenuto dalla statunitense Roxann Rose, con 90 ore, stabilito fra il 2 e il 6 aprile 1987.